# Adetus monteverdensis
Adetus monteverdensis es una especie de escarabajo del género Adetus, familia Cerambycidae. Fue descrita científicamente por Santos-Silva, Nascimento & Wappes en 2019.
Habita en Costa Rica. Los machos y las hembras miden aproximadamente 11,4 mm. El período de vuelo de esta especie ocurre en el mes de junio.